# Monasterio de la Resurrección del Santo Sepulcro
El monasterio de la Resurrección del Santo Sepulcro, conocido también como monasterio del Santo Sepulcro, es un convento de la ciudad aragonesa de Zaragoza. Es un complejo arquitectónico monástico de estilo mudéjar y  gótico  situado en el ángulo nordeste de la muralla romana, cuyo lienzo aprovecha en sus muros. El 10 de agosto de 1893 fue declarado monumento histórico.

## Historia

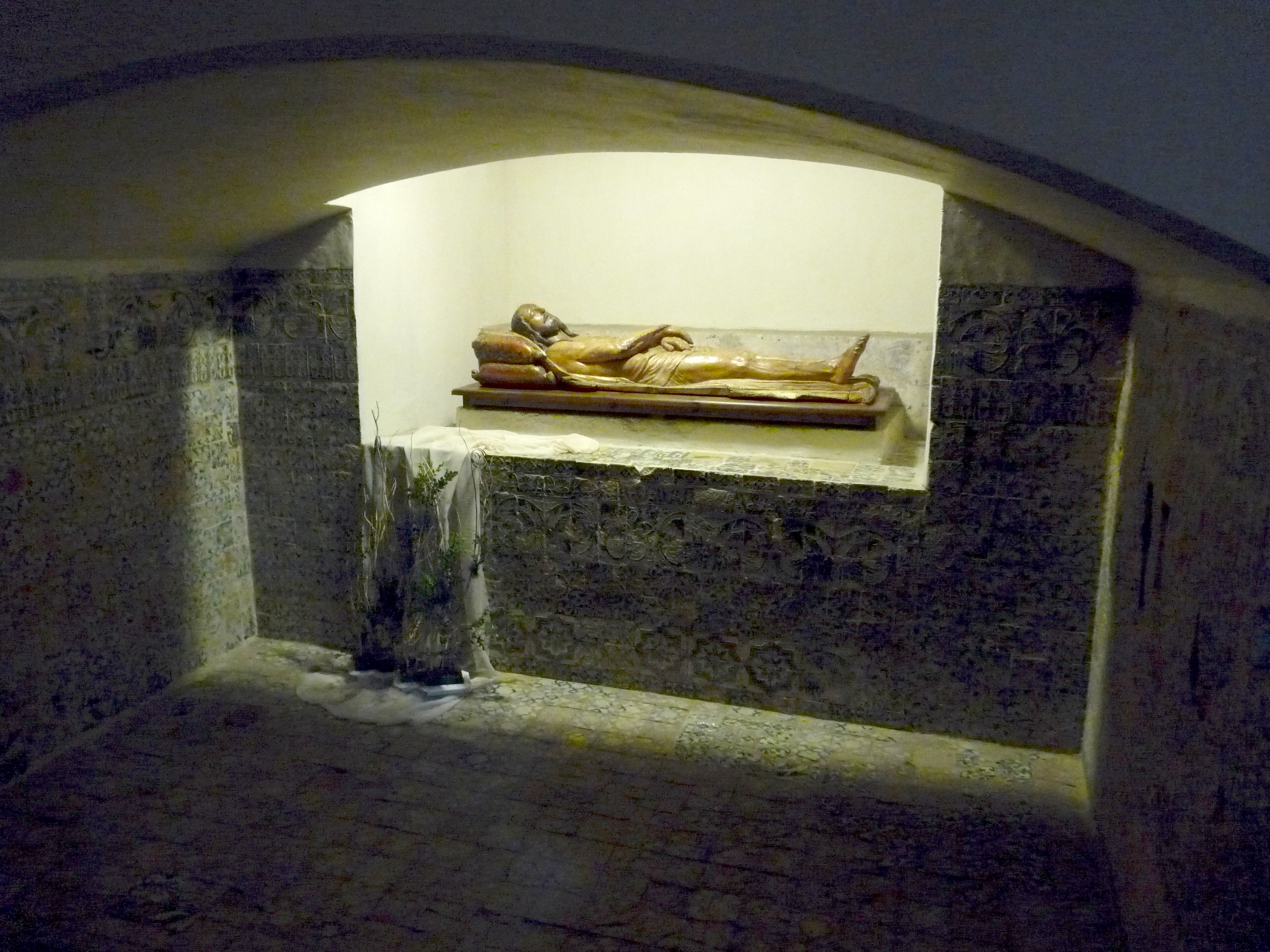
Sala capitular

El Real Monasterio de Comendadoras Canonesas de la Orden Militar y Pontificia del Santo Sepulcro fue fundado como monasterio femenino en 1304 por iniciativa de Marquesa Gil de Rada, hija ilegítima de Teobaldo I de Navarra y viuda de Pedro Fernández de Híjar, hijo bastardo de Jaime I de Aragón. La vinculación a la Casa de Aragón y a la Dinastía real de Navarra dio al convento un carácter noble, pues a él se acogieron tanto la fundadora descendiente directa de los reyes de Aragón y de la monarquía pamplonesa como otras damas de la aristocracia. Así, su primera abadesa fue la hermana de Marquesa, Teresa de Rada.
La construcción del convento fue llevada a cabo en distintas etapas a lo largo del siglo XIV. Destacó por su patrocinio económico la labor impulsora de fray Martín de Alpartir (fallecido en 1381), canónigo de la Colegiata del Santo Sepulcro de Calatayud que fue, además, tesorero del arzobispo de Zaragoza Lope Fernández de Luna, otro de los promotores del monasterio.
Martín de Alpartir emprendió la construcción del claustro y ordenó la ejecución de la bodega, el refectorio y las cocinas. Fue también Alpartir el mecenas del importante retablo de Jaume Serra, en cuya Tabla de la Resurrección fue retratado como donante. También en el siglo XIV es cedida a las dependencias del convento la aneja iglesia de San Nicolás de Bari. El convento poseía más pinturas góticas, actualmente en el Museo de Zaragoza: El Retablo de San Julián y Santa Lucía (último cuarto del siglo XIV), de tres calles con banco y escenas de la Pasión de Jesús, atribuido a Pedro Serra; el Ángel custodio de Zaragoza ante la Virgen, lienzo de Jaime Huguet y otro retablo dedicado a San Fabián procedente de la Iglesia de San Nicolás con banco, ático, tres calles y siete escenas de mediados del siglo XV.

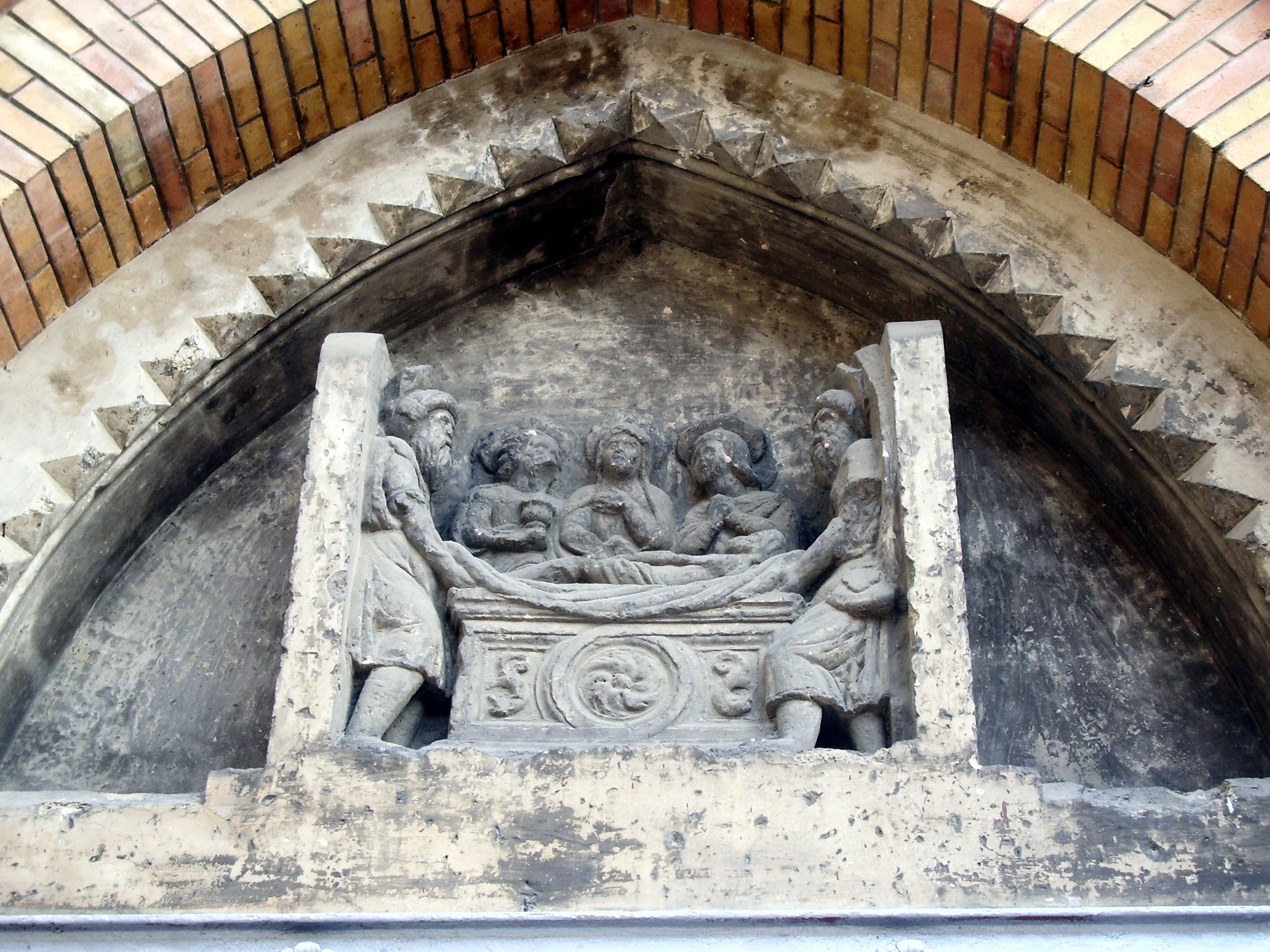
Altorrelieve del tímpano de la portada

La fachada que da a la calle Don Teobaldo fue restaurada en 1884 por Ricardo Magdalena en estilo neomudéjar; en ella reutilizó azulejos del siglo XVI que se encontraban en el interior del monasterio. Posteriormente, el convento ha experimentado dos restauraciones más, una debida a Francisco Íñiguez Almech en 1960 y otra en 1975.
El monasterio se organiza en torno a un claustro con tramos abovedados de crucería sencilla cuyas claves están decoradas por emblemas heráldicos del arzobispo Lope Fernández de Luna y del rey Pedro IV de Aragón. Desde el claustro se accede a tres dependencias: la sala capitular, la capilla y el refectorio antiguo.
La capilla está cubierta por una techumbre mudéjar de madera y es de planta rectangular dividida en tres tramos por dos arcos de diafragma rebajados.
El antiguo refectorio, que se abre en el lado sur del claustro, es de planta de gran salón rectangular cubierta con bóvedas de crucería. Fue restaurado en 1560.
La sala capitular, cubierta también con crucería, apea en columnas con capiteles y decoración mudéjar, que incluye caligrafías cúficas. Se ha especulado con la posibilidad de que estos capiteles fueran reutilizados de materiales provenientes de la reforma del palacio de Pedro IV de la Aljafería, si bien Gonzalo Borrás señala que son mudéjares de imitación de la tradición taifal de la Aljafería datados a mediados del siglo XIV. La sala capitular da acceso al claustro a través de una puerta de arco ojival flanqueada por dos ventanas de vanos geminados. Su solería está elaborada con cerámica de Manises y los muros reciben ornamentación agramilada mudéjar, siguiendo modelos mixtilíneos, cercanos a los del palacio musulmán de la Aljafería.
Sobre la planta baja del claustro se hallan las piezas de habitación del claustro alto. Una de sus dependencias, llamada dormitorio antiguo, conserva una puerta con arco mudéjar conopial rebajado con los salmeres muy pronunciados en forma de S y un frontón o tímpano con relieves geométricos de lacerías entrecruzadas de carácter mixtilíneo, también muy próximos a los modelos de las yeserías del palacio de Al Yafar Al-Muqtadir.